# Дьячков, Леонид Николаевич
Леони́д Никола́евич Дьячко́в (7 мая 1939, Ленинград — 25 октября 1995, Санкт-Петербург) — советский и российский актёр театра и кино. Народный артист РСФСР (1980).

## Биография
Родился 7 мая 1939 года в Ленинграде. Окончил Ленинградский театральный институт имени А. Н. Островского (1961). Сразу после его окончания попал в труппу Театра имени Ленсовета. В 1984—1986 годах — актёр киностудии «Ленфильм», в 1988—1995 годах — актёр театра им. А. С. Пушкина (ныне — Александринский театр).
В кино дебютировал в роли Валетова в фильме Сергея Микаэляна «Принимаю бой», снятом в 1962 году, но вышедшем на экраны в 1966 году. На съёмках фильма «Крылья» он работал вместе с кинорежиссёром Ларисой Шепитько, которая пригласила Дьячкова на главную роль в своём фильме «Ты и я» (1971), где его партнёрами стали Юрий Визбор и Алла Демидова, Наталья Бондарчук и Леонид Марков. Интересны актёрские работы Дьячкова в производственных лентах, вышедших в 1974 году: «Премия» и «Самый жаркий месяц». Хотя незаурядный актёр в дальнейшем снимался во многих фильмах, ему редко доставались главные роли.
В 1984 году ушёл из Театра имени Ленсовета, бросив на прощание фразу: «Я актёр голливудского масштаба, а тут у вас…» На работу в другой театр он тогда не устроился, стал числиться на «Ленфильме», но снимать в кино его практически перестали.
В 1987 году получил сотрясение от удара по голове упавшей балкой; из-за этого развилась опухоль головного мозга.
В 1988 году Леонид Дьячков пришёл в ЛАТД имени А. С. Пушкина, где и работал до своей смерти.

### Личная жизнь
Первая жена — Елена Маркина, заслуженная артистка России. Познакомились в театральном институте. На последних курсах поженились. В 1964 году Елена перешла работать в тот же театр имени Ленсовета, где играл её муж:
Я выбрала даже не театр Владимирова, а театр, где работал Леонид Дьячков, потому что я была в то время безумно, патологически влюблена в мужа.
У них родилось двое детей — Филипп Леонидович Дьячков (1962—1986) и Степан Леонидович Дьячков (род. 1975). В 1980 супруги болезненно развелись. Филипп, так же, как и его родители, окончил театральный, но в 1986 году в возрасте 24 лет разбился в автокатастрофе.
Внук — Филипп Филиппович Дьячков (род. 1987), актёр Санкт-Петербургского "Этюд-театра".
Вторая (фактическая) жена — актриса Инна Владимировна Варшавская, (1949—1990), в 1986-1990 актриса Александринского театра, умерла от рака.
Третья жена — Татьяна Томошевская, художник по костюмам.

### Смерть
Весной 1995 года лежал в больнице из-за опухоли в мозге. В конце октября по телевидению было показано несколько старых фильмов с участием Дьячкова. Посмотрев их, актёр впал в депрессию.
Вечером 24 октября Дьячков смотрел фильм «Ты и я», в котором его герой стоял на охоте перед выбором — жить или не жить. Утром 25 октября 1995 года актёр шагнул вниз с балкона четвёртого этажа в доме № 7 по Измайловскому проспекту в Санкт-Петербурге. В предсмертной записке, оставленной на рабочем столе, Дьячков написал: «Пора…».
На похоронах было мало артистов: руководство Александринского театра, в котором работал Дьячков, не отменило репетицию, и актёры не смогли прийти на кладбище. Похоронен в Санкт-Петербурге на Волковском кладбище.

## Признание и награды
- Заслуженный артист РСФСР (4 ноября 1971).
- Народный артист РСФСР (5 августа 1980).

## Фильмография
- 1956 — Дорога правды — Кисилев
- 1962 — Принимаю бой — Михаил Валетов
- 1965 — Иду на грозу — Анатолий Полтавский
- 1965 — Похождения зубного врача — Костя
- 1966 — Крылья — Митя Грачёв
- 1967 — В огне брода нет — эпизод (в титрах не указан)
- 1967 — Фокусник — следователь
- 1968 — Мёртвые души (режиссёр А. А. Белинский) — Гоголь
- 1969 — Гори, гори, моя звезда — Охрим
- 1970 — Счастье Анны — Яков
- 1970 — Городской романс — отец Анечки
- 1971 — Ты и я — Пётр
- 1972 — За твою судьбу — Фёдор
- 1974 — Самый жаркий месяц — Виктор Лагутин
- 1974 — Премия — Виктор Николаевич Черников
- 1974 — Сергеев ищет Сергеева — Юрий Сергеев
- 1975 — Ковалёва из провинции — Мещеряков
- 1975 — Я — Водолаз 2 — Леонид Криницкий
- 1976 — Середина жизни — Дмитрий Юсупов
- 1976 — Только вдвоём — Борис Антонович Воронин
- 1977 — Вторая попытка Виктора Крохина — Потепалов
- 1977 — Воскресная ночь — Трубчак
- 1978 — Антонина Брагина — Степан Брагин
- 1979 — Вкус хлеба — Юрий Григорьевич Калашников
- 1979 — Бал
- 1980 — Крутой поворот — Владимир Петрович
- 1980 — Холостяки — Яша
- 1980 — Последний побег — Николай
- 1981 — Други игрищ и забав — Худяков
- 1981 — Люди на болоте — Ахрем Грибок
- 1981 — На чужом празднике — майор Кондратьев, отчим
- 1982 — Фронт в тылу врага — Виктор Иванович Шумский
- 1983 — Пятый десяток — Игорь Николаевич Пушкин
- 1984 — Без семьи — Жером Барберен, приёмный отец
- 1985 — Перед самим собой — Полоницын
- 1986 — Мост через жизнь — профессор Курдюмов
- 1987 — Встречным курсом — судовой врач
- 1987 — Мой боевой расчёт — начальник госпиталя
- 1988 — Лапта — Пятницкий
- 1988 — Опасный человек — Григорий Павлович Павлов
- 1989 — Васька — профессор Куницкий
- 1989 — Высокая кровь — Молчанов
- 1989 — Круглянский мост — отец Мити
- 1989 — Вишнёвые ночи — Свиридов
- 1993 — Чёрный аист